# Émile Fisseux
Émile Fisseux, född 15 februari 1868, var en fransk bågskytt. Han deltog vid olympiska sommarspelen 1900 och olympiska sommarspelen 1908.